# Бомон-ла-Ронс
Бомо́н-ла-Ронс (фр. Beaumont-la-Ronce) — колишній муніципалітет у Франції, у регіоні Центр — Долина Луари, департамент Ендр і Луара. Населення — 1177 осіб (2011).
Муніципалітет був розташований на відстані близько 190 км на південний захід від Парижа, 100 км на захід від Орлеана, 20 км на північ від Тура.

## Історія
1 січня 2017 року Бомон-ла-Ронс і Луесто було об'єднано в новий муніципалітет Бомон-Луесто.

## Демографія
Динаміка населення (INSEE ):
Розподіл населення за віком та статтю (2006):
| Стать | Всього | До 15 років | 15-24 | 25-44 | 45-64 | 65-85 | Понад 85 |
| --- | ------ | ----------- | ----- | ----- | ----- | ----- | -------- |
| Чоловіки | 547    | 110         | 32    | 196   | 126   | 79    | 4        |
| Жінки | 572    | 137         | 51    | 168   | 122   | 70    | 24       |
| \| Статево-вікова піраміда \| Статево-вікова піраміда \| Статево-вікова піраміда \| \| ----------------------- \| ----------------------- \| ----------------------- \| \| Чоловіки \| Вік \| Жінки \| \| 4 \| 85 + \| 24 \| \| 16 \| 80-84 \| 8 \| \| 20 \| 75-79 \| 4 \| \| 31 \| 70-74 \| 31 \| \| 12 \| 65-69 \| 27 \| \| 20 \| 60-64 \| 20 \| \| 39 \| 55-59 \| 35 \| \| 20 \| 50-54 \| 24 \| \| 47 \| 45-49 \| 43 \| \| 35 \| 40-44 \| 31 \| \| 55 \| 35-39 \| 39 \| \| 63 \| 30-34 \| 51 \| \| 43 \| 25-29 \| 47 \| \| 8 \| 20-24 \| 27 \| \| 24 \| 15-20 \| 24 \| \| 43 \| 10-14 \| 27 \| \| 20 \| 5-9 \| 51 \| \| 47 \| 0-4 \| 59 \| |        |             |       |       |       |       |          |
| Статево-вікова піраміда |        |             |       |       |       |       |          |
| Чоловіки | Вік    | Жінки       |       |       |       |       |          |
| 4 | 85 +   | 24          |       |       |       |       |          |
| 16 | 80-84  | 8           |       |       |       |       |          |
| 20 | 75-79  | 4           |       |       |       |       |          |
| 31 | 70-74  | 31          |       |       |       |       |          |
| 12 | 65-69  | 27          |       |       |       |       |          |
| 20 | 60-64  | 20          |       |       |       |       |          |
| 39 | 55-59  | 35          |       |       |       |       |          |
| 20 | 50-54  | 24          |       |       |       |       |          |
| 47 | 45-49  | 43          |       |       |       |       |          |
| 35 | 40-44  | 31          |       |       |       |       |          |
| 55 | 35-39  | 39          |       |       |       |       |          |
| 63 | 30-34  | 51          |       |       |       |       |          |
| 43 | 25-29  | 47          |       |       |       |       |          |
| 8 | 20-24  | 27          |       |       |       |       |          |
| 24 | 15-20  | 24          |       |       |       |       |          |
| 43 | 10-14  | 27          |       |       |       |       |          |
| 20 | 5-9    | 51          |       |       |       |       |          |
| 47 | 0-4    | 59          |       |       |       |       |          |

## Економіка
2010 року серед 769 осіб працездатного віку (15—64 років) 614 були активними, 155 — неактивними (показник активності 79,8%, у 1999 році було 68,9%). З 614 активних мешканців працювало 566 осіб (302 чоловіки та 264 жінки), безробітними було 48 (23 чоловіки та 25 жінок). Серед 155 неактивних 50 осіб було учнями чи студентами, 70 — пенсіонерами, 35 були неактивними з інших причин.

У 2010 році в муніципалітеті нараховувалося 442 оподаткованих домогосподарства, у яких проживали 1120,0 особи, медіана доходів виносила 19 856 євро на одного особоспоживача

## Персоналії
Народились
- Жак Бонн-Жіго де Бельфон (1698—1746) — французький ієрарх, єпископ Байонни, архієпископ Арля, архієпископ Парижа і герцог де Сен-Клу.